# Anastrepha pulchra
Anastrepha pulchra är en tvåvingeart som beskrevs av Stone 1942. Anastrepha pulchra ingår i släktet Anastrepha och familjen borrflugor. Inga underarter finns listade i Catalogue of Life.